# ۱۰۷ (قمری)
۱۰۷ (قمری)، صد و هفتمین سال در گاهشماری هجری قمری است. اول محرم این سال برابر با بیست و سوم مه سال ۷۲۵  میلادی است.